# Verkehrsverbund Mainfranken

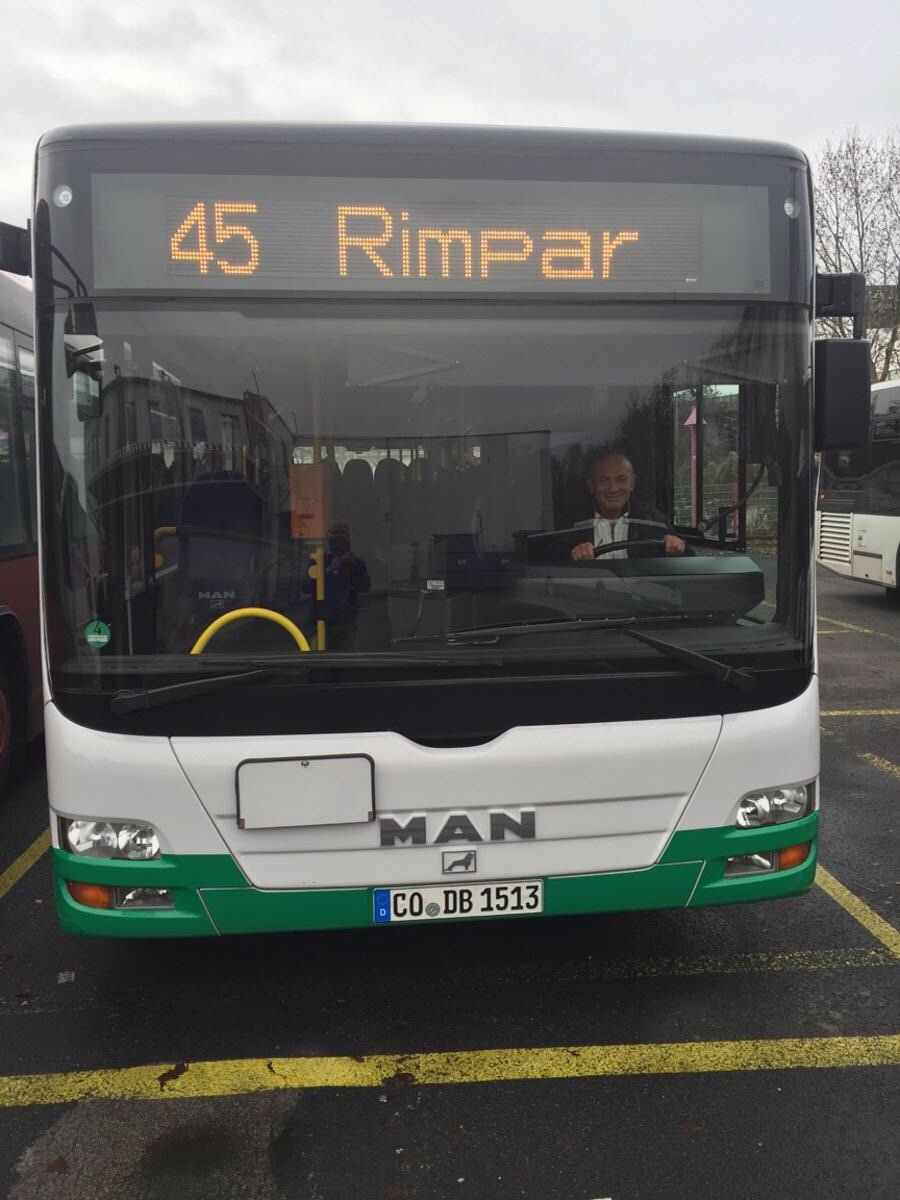
Bus der DB Regio Bus Bayern GmbH (DB Busverkehr Bayern) im Verkehrsunternehmensverbund Mainfranken (VVM)

Der Verkehrsunternehmens-Verbund Mainfranken (VVM) war ein Tarif- und Verkehrsverbund, der am 1. August 2004 gegründet wurde. Er erstreckte sich über die Planungsregion Würzburg (Nr. 2), mit der kreisfreien Stadt Würzburg und den Landkreisen Würzburg, Kitzingen und Main-Spessart.
Zum Jahreswechsel 2024/25 wurde der VVM vom neuen Verkehrsverbund Nahverkehr Mainfranken (NVM) abgelöst. Diesem gehören neben dem bisherigen VVM-Gebiet auch die gesamte Planungsregion Main-Rhön mit der kreisfreien Stadt Schweinfurt und den Landkreisen Schweinfurt, Bad Kissingen, Rhön-Grabfeld und Haßberge an.

## System und Tarife
Der VVM löste am 1. August 2004 den bis dahin geltenden Würzburger Tarifverbund (WTV) ab und führte gleichzeitig ein neues System ein. Anstatt wie zuvor in Tarifzonen, die ringförmig auf Würzburg ausgerichtet waren, wurde das Gebiet in Waben eingeteilt. Mittelpunkt bildet die Großwabe 100, die das Stadtgebiet Würzburgs sowie die stadtnahen Gemeinden Gerbrunn und Höchberg umfasst. Von der Einführung des lange geplanten Tarifaufbaues versprach sich der VVM mehr Gerechtigkeit und die Vereinfachung der Fahrpreisberechnung.
Der VVM führte zudem eine Reihe neuer Ticketangebote ein, wie die 6er-Karte und das Kurzstreckenticket Eins+4, die für Kurzstreckenfahrgäste attraktiver und kostengünstiger sind als die konventionelle und flexibel nutzbare Streifenkarte. Erstmals erhielt auch das Bayern-Ticket der Deutschen Bahn Gültigkeit.
Zuletzt bot der VVM Einzel, Mehrfach- sowie Tageskarten (Solo/Familie), Gruppenkarten sowie Monats- und Jahreskarten an. Tickets waren jeweils aus Automaten an vielen Haltestellen sowie beim Busfahrer erhältlich. Die Gruppenkarte wurde nur im Vorverkauf abgegeben (Ausnahme: Main-Spessart). Studenten konnten im gesamten VVM-Netz mit dem Semesterticket kostenlos fahren.
Zum 1. Februar 2009 wurde das Verbundgebiet um die benachbarte Kitzinger Nahverkehrsgemeinschaft (KiNG) erweitert. Zuvor bestand seit Herbst 2006 mit dem Landkreis Kitzingen eine Kooperation, durch die die Gültigkeit von Fahrscheinen der Kitzinger Nahverkehrs-Gemeinschaft auf den Stadtverkehr in Würzburg ausgedehnt wurde.
Seit August 2008 verlangte der VVM in seinen Bussen ganztägig zur Fahrkartenkontrolle den ausschließlichen Einstieg beim Fahrer und das gleichzeitige Vorzeigen des Tickets. Seit dem 1. August 2013 gehörte der Nahverkehr im Landkreis Main-Spessart ebenfalls zum VVM.

## Randbereiche
Zudem gab es außerhalb des Verbundraumes angrenzende Bereiche in Randgebieten vom Landkreis Bad Kissingen, vom Landkreis Schweinfurt und vom Landkreis Neustadt an der Aisch-Bad Windsheim, in denen ebenfalls der VVM-Tarif gültig war.
Bereits im April 2003 hatte sich der benachbarte baden-württembergische Main-Tauber-Kreis für einen Anschluss an den Verkehrsverbund Rhein-Neckar (VRN) um die Städte Mannheim und Heidelberg entschieden, der im Westen länderübergreifend weiter bis in die Pfalz reicht. Die Bahnhöfe an der Bahnstrecke Würzburg-Stuttgart liegen auf bayerischer Seite sowohl im Tarifgebiet des VVM als auch in dem des VRN. Daher konnten Tickets des VRN bereits ab Würzburg Hbf gekauft werden.

## Bus, Bahn und Straßenbahn
- Eisenbahnverkehr: Auf den von Würzburg ausgehenden und durch DB Regio Bayern und Arverio Bayern betriebenen Strecken des Regionalverkehrs galt der Tarif des VVM bis zu den Bahnhöfen Gaubüttelbrunn (KBS 780), Wiesthal (KBS 800), Obersinn (KBS 801), Markt Bibart (KBS 805), Bergtheim (KBS 810) und Uffenheim (KBS 920).
- Städtischer Nahverkehr in Würzburg: Im Stadtgebiet Würzburgs betreibt die Würzburger Versorgungs- und Verkehrsgesellschaft mit ihrem Tochterunternehmen Würzburger Straßenbahn GmbH fünf Straßenbahnlinien auf einem knapp 20 Kilometer langen Streckennetz. Zu ihrem Aufgabengebiet gehören auch die städtischen Buslinien, welche sie selber betreibt und teilweise an Subunternehmer weitervergibt.
- Omnibusverkehr in den Landkreisen: Die übrigen regionalen Buslinien werden durch die Landkreise als Aufgabenträger ausgeschrieben und durch eine Vielzahl wechselnder regionaler und überregionaler Busunternehmen betrieben.

## Partner
Folgende Unternehmen waren Partner des Verkehrsverbundes Mainfranken:
| - Stadtwerke Lohr - Allgemeine Personennahverkehrs-GmbH - DB Regio AG - DB Regio Bus Bayern GmbH (DB Busverkehr Bayern) - Auro-Reisen GmbH - Omnibusverkehr Franken GmbH (DB Frankenbus) - Würzburger Versorgungs- und Verkehrs-GmbH (WVV) - Alka Reisen - Würzburger Straßenbahn GmbH - Goldmann Tours - Grasmann - Reisen GmbH | - Burlein und Sohn GmbH & Co.KG - Danzberger GmbH - Ditterich GmbH - Dürrnagel GmbH - Greser Reisen - Heim Franz GmbH - Huberts Reisen - Hock Reisen GmbH - HZ-Reisen GmbH & Co. KG - Main-Spessart Nahverkehrsgesellschaft | - Ludwig Schraud - Lyst Reisen - Mahler Michael - Moenus-Reisen - Omni-Reisen GmbH - Reichert GmbH - Schneider E. GmbH - Sommer Reisen - Wandervogel - Reisen - Leinach Tours |

## Weblink
- Website des Verkehrsverbundes